# بروات
بَرَوات ، مرکز بخش بروات و شهری در شهرستان بم، در جنوب شرقی استان کرمان است.
بروات در ۲ کیلومتری شرق شهرستان بم ، و پائین دست گسل تاریخی بم مشهور به افراز و بر سر راه اصلی بم-زاهدان قرار دارد. هوای تابستانهای آن گرم و خشک و زمستانهای آن سرد و خشک است. زمینهای آن با چندین رشته قنات آبیاری می‌شود. نخلستان و دامداری و علوفه کاری دارد. محصول عمده آن خرما و مرکبات است، و خرمای شیره دار آن در منطقه شهرت دارد. در گذشته شامل سه بخش بروات بالا و بروات میانه و بروات پایین بود که حدود یک کیلومتر از یکدیگر فاصله داشتند.

## وجه تسمیه
دلیل اصلی نامگذاری بروات به این نام هنوز مشخص نشده است و در منابع بوره و بُراء ذکر شده که معانی خاصی ندارد. همچنین بروات در فرهنگ فارسی معین براوات، براءات و برات معنی شده است.
یکی از روایاتی که در مورد نامگذاری این شهر نقل شده این است که در زمان های قدیم در محل کنونی شهر بروات دریاچه ای وجود داشته که در کنار آن یک آبادی شکل می گیرد و به دلیل این که این آبادی در کنار آب شکل گرفته این نام را روی بروات می گذارند.
در لهجه محلی قدیم این منطقه به کنار بر و به آب وات می گفتند که تلفظ صحیح آن بَرِ وات به معنای کنار آب است.
این فقط یکی از روایات درمورد نامگذاری این شهر است و راستی و درستی آن جای تحقیق و بررسی های بیشتری دارد.

## موقعیت جغرافیایی
بروات در ۱۹۹ کیلومتری جنوب شرقی شهرستان کرمان و در ۲ کیلومتری شرق شهر بم واقع شده است. از شمال به بیابان کویر لوت، از جنوب به رشته کوه های جبال بارز، از غرب به شهرستان بم و از شرق به شهرستان نرماشیر متصل می شود.

## آب و هوا
بروات به علت واقع شدن در حاشیه کویر لوت دارای آب و هوای گرم و خشک می باشد. اختلاف شدید درجه حرارت بین شب و روز، کمبود بارندگی و نامنظم بودن آن، تابش شدید خورشید، تبخیر بالا و طولانی بودن دوره گرما از ویژگی های آب و هوای شهر بروات می باشد.

## قنات ها
آب شهر بروات از قنات ها و آب های زیرزمینی تأمین می شود. قنات ها سهم قابل توجهی در عمران و آبادانی شهر بروات در گذشته و اکنون داشته اند. برای آوردن آب های زیرزمینی به سطح زمین اقتصادی ترین، سالم ترین، پایدارترین و مهندسی ترین روش، حفر قنات می باشد. مهمترین منبع آب کشاورزی و آشامیدنی بروات را آب های زیرزمینی منطقه تشکیل می دهد.
در روز جمعه به تاریخ ۹ تیر ۱۴۰۲ رئیس جمهور وقت، آقای سید ابراهیم رئیسی با هیئت همراه، به دلیل کمبود آب آشامیدنی وارد بم شدند و خط لوله انتقال آب سد نساء به بم و بروات که فاز اول این پروژه می باشد را افتتاح کردند تا مشکل بی آبی این منطقه تا حدودی مرتفع شود. اما هنوز این مشکل به‌طور کامل رفع نشده و مناطقی از شهرستان بم و بروات هستند که دچار کمبود آب آشامیدنی هستند.
مهمترین قنات های شهر بروات، قنات های دوقلوی اکبر آباد و قاسم آباد می باشند که در شمال شهر بروات و در محله اکبرآباد واقع شده اند. قنوات اکبر آباد و قاسم آباد در اجلاس جهانی یونسکو که ژوئیه ۲۰۱۶ (۲۵ تیر ۱۳۹۵) در استانبول ترکیه برگزار شد به ثبت میراث جهانی یونسکو رسیدند.
متأسفانه در حادثه ی زلزله پنجم دی ماه ۱۳۸۲ سفره های زیرزمینی دچار شکستگی شدند و بخش قابل توجهی از آب این قنوات به سفره های زیرین می ریزد، همچنین حفر چاه های غیرمجاز و موتورپمپ هایی که در شهرستان بم بر روی حریم این قنوات احداث شده است باعث می شود مقداری از آب این قنوات توسط مالکین این موتورپمپ ها به سرقت برود.

## راه های ارتباطی
شهر بروات از قدیم در مسیر جاده ابریشم بوده است و به همین دلیل امروزه هم در مسیر ترانزیتی قرار گرفته که از پاکستان، دریای عمان و سیستان و بلوچستان می گذرد و راه ارتباطی جنوبشرق ایران به تمام نقاط ایران است.
از طریق بزرگراه خلیج فارس ، بلوار پرستار و بلوار پنجم دی ماه به شهرستان بم مرتبط می‌شود.
از طریق جاده انصاری به منطقه روداب و از طریق بزرگراه شرقی به منطقه ویژه اقتصادی ارگ جدید و شهرستان نرماشیر متصل می شود.

## اقتصاد
اساس اقتصاد بروات از قدیم کشاورزی بوده و در گذشته به دلیل آب فراوان، خاک حاصلخیز و آب و هوای مساعد انواع محصولات کشاورزی کشت میشده است. بروات از نظر اقلیمی شرایط بسیار ایده آلی برای کاشت انواع درختان خرما و مرکبات دارد. بروات به دلیل داشتن محصول خرمای با کیفیت بالا یکی از قطب های تولید خرما در کشور است. در ایام قدیم تولید محصولاتی مانند قالی، گلیم، جاجیم، چادرشب، بادبزن و جارو در بروات رایج بوده است ولی متأسفانه در سال های اخیر صنایع دستی دیگر رونق ندارد و مردم رغبتی به این کار نشان نمی دهند.
همچنین با احداث منطقه ویژه اقتصادی ارگ جدید در سال ۱۳۷۲ در زمین های بروات در سال های اخیر این مکان به یکی از بزرگترین قطب های خودروسازی ایران تبدیل شده است و بسیاری از جوانان شهرستان ها و شهرهای اطراف را به خدمت گرفته است.
یکی دیگر از عوامل شکوفایی اقتصادی شهر بروات سردخانه ها و سالن های بسته بندی خرما هستند که هم باعث ایجاد اشتغال می شوند هم با جذب تجار داخلی و خارجی چرخ اقتصاد این شهر را می گردانند.